# Michael Levitt
Michael Levitt là giáo sư của môn sinh học cấu trúc tại Đại học Stanford. Ông đã được nhận Giải Nobel Hóa học năm 2013. 

## Sự nghiệp
Michael Levitt sinh ngày 09 tháng 5 năm 1947 tại Pretoria, Nam Phi trong một gia đình Do Thái. Ông học tại King College London và tốt nghiệp với bằng Cử nhân Khoa học chuyên ngành Vật lý vào năm 1967.
Năm 1967, ông được cử đại diện cho Phòng thí nghiệm sinh học phân tử của Đại học Cambridge đến Israel làm việc tại Viện Khoa học Weizmann cùng với giáo sư Shneior Lifson và các sinh viên của ông. Michael Levitt cùng ácc cộng sự đã sử dụng mô hình máy tính để tìm hiểu về hành vi của các phân tử sinh học.